# Капела Лучида (Фрозиноне)
Капела Лучида је насеље у Италији у округу Фрозиноне, региону Лацио.
Према процени из 2011. у насељу је живело 54 становника. Насеље се налази на надморској висини од 488 м.